# SG Coesfeld 06
Die Sportgemeinschaft Coesfeld 06 e. V. ist ein deutscher Sportverein aus Coesfeld, der 2006 gegründet wurde. Mit rund 3500 Mitgliedern und 16 Abteilungen gehört der Verein zu den größten Vereinen in Coesfeld.

## Geschichte
Die SG Coesfeld 06 entstand am 1. Januar 2006 durch den Zusammenschluss der Sportvereine Rasensport Coesfeld, ESV Sportfreunde Coesfeld und TuS Coesfeld. Seitdem ist der Verein hinter der DJK Eintracht Coesfeld der zweitgrößte Sportverein der Stadt.

## Fußball
Die Fußballabteilung nimmt im Verein eine besondere Rolle ein, da sie mit rund 750 Mitgliedern die größte ist.

### Männer
Sowohl die erste als auch die zweite von insgesamt vier Seniorenmannschaften spielen in der Kreisliga A des Fußballkreises Ahaus-Coesfeld. Daneben bestehen eine Alt-Senioren-, eine Altherren- und insgesamt 22 Juniorenmannschaften in allen Altersklassen.

### Frauen
Im Jahr 2016 nahmen fünf Seniorinnen- und Juniorinnenmannschaften am Spielbetrieb teil, wobei die erste Seniorinnenmannschaft in der Landesliga spielt.

## Tanzen
Die Tanzabteilung ist mit rund 350 Mitgliedern ein besonderes Aushängeschild des Vereins. Neben 22 Breitensportgruppen bestehen auch fünf Wettkampf-Tanzgruppen, die an nationalen und internationalen Wettbewerben erfolgreich teilnehmen.
Einer dieser Erfolge ist der deutsche Meistertitel der Gruppe Bailandos bei den German Open in der Luitpoldhalle in Freising. Anschließend erlangte diese Gruppe die Silbermedaille bei den Europameisterschaften im Musical und Showdance in Villach.

## Karate
Auch Sportler der Karateabteilung nehmen regelmäßig an deutschen Meisterschaften teil. Besonders auf westdeutscher Ebene wurden in den letzten Jahren regelmäßig viele Medaillen gewonnen.

## Leichtathletik
In den 70er-Jahren war der spätere Kölner Oberbürgermeister Jürgen Roters für den Verein erfolgreich. Er erreichte vordere Platzierungen bei den Deutschen Meisterschaften. 1974 gewann Rita Seggewiß außerdem die Bronzemedaille im Crosslauf für den Verein.
Der Verein ist Mitglied der LG Coesfeld.